# Großer Stern des Sports
Die Sterne des Sports sind ein Wettbewerb für Sportvereine, den der Deutsche Olympische Sportbund (DOSB) gemeinsam mit den deutschen Volksbanken und Raiffeisenbanken seit 2004 durchführt. Die mit dem Wettbewerb verbundene Auszeichnung würdigt das gesellschaftspolitisch wirksame Leistungsspektrum von Sportvereinen und deren besonderes ehrenamtliches Engagement. Die Sterne des Sports werden auch als „Oscar des Breitensports“ in Deutschland bezeichnet.
Das erklärte Ziel des Wettbewerbs besteht nach Aussage des DOSB und der Volksbanken und Raiffeisenbanken darin, die oft herausragende Leistung von Sportvereinen vor dem Hintergrund gesellschaftspolitischer Herausforderungen zu ehren. Dieses Engagement, das regelmäßig über den satzungsmäßigen Zweck des Vereins hinausgeht, wird durch die Sterne des Sports ausgezeichnet und so der Öffentlichkeit vorgestellt.

## Ausschreibung, Teilnahmevoraussetzungen und Bewerbung
Die Ausschreibung des Wettbewerbs erfolgt auf lokaler Ebene durch die teilnehmende Volksbank oder Raiffeisenbank. Der Ausschreibungszeitraum läuft in der Regel von Anfang April bis Ende Juni eines Jahres. Teilnehmen können alle unter dem Dach des DOSB organisierten Sportvereine, also alle Sportvereine, die Mitglied von Landessportbünden, Spitzenverbänden oder Sportverbänden mit besonderen Aufgaben sind. Es ist nicht erforderlich, dass der Sportverein Kunde der Bank ist, bei der er sich bewirbt. Sportvereine, die die Teilnahmevoraussetzungen erfüllen und an dem Wettbewerb teilnehmen möchten, bewerben sich innerhalb der Ausschreibungsphase des Wettbewerbs ausschließlich online auf der Internetseite der ausschreibenden Volksbank oder Raiffeisenbank, in deren Geschäftsgebiet der Sportverein seinen satzungsmäßigen Sitz hat.

## Auszeichnung
Die Durchführung des Wettbewerbs erfolgt auf drei Ebenen:
Auf lokaler Ebene („Bronzeebene“) wird von allen Bewerbungen die beste mit dem „Großen Stern des Sports“ in Bronze ausgezeichnet. Verantwortlich hierfür ist die ausschreibende Volksbank oder Raiffeisenbank gemeinsam mit der örtlich zuständigen Untergliederung des organisierten Sports, also dem Kreis- oder Stadtsportbund („Bronzepartner“).
Auf der Ebene der Bundesländer („Silberebene“) wird von allen Gewinnern des „Großen Stern des Sports“ in Bronze die beste Bewerbung mit dem „Großen Stern des Sports“ in Silber ausgezeichnet. Verantwortlich hierfür ist der für das Bundesland zuständige genossenschaftliche Regionalverband gemeinsam mit dem für das Bundesland zuständigen Landessportbund/Landessportverband („Silberpartner“). Eine Ausnahme bildet Niedersachsen, wo es für die Region Weser-Ems einen eigenen „Großen Stern des Sports“ in Silber gibt.
Die Bewertung erfolgt auf kommunaler und Landesebene durch eine Jury aus Vertretern des Sports, der Bank, der Kommune und der Medien.

## Preisträger
Der erste Platz auf Bundesebene ist mit 10.000 Euro, der zweite Platz mit 7.500 Euro und der dritte Platz mit 5.000 Euro dotiert.
| Stern des Sports | 1. Platz                                                            | 2. Platz                                                       | 3. Platz                                                   | Publikumspreis                                             |
| ---------------- | ------------------------------------------------------------------- | -------------------------------------------------------------- | ---------------------------------------------------------- | ---------------------------------------------------------- |
| 2004             | Budo-Club Mühlheim e. V.                                            | Turnerschaft Großburgwedel e. V.                               | TuS Sohren 1908 e. V.                                      |                                                            |
| 2005             | TSV Hochdahl e. V.                                                  | DLRG Plön e. V.                                                | Gesundheits- und Kampfsportverein Lotus Epperthausen e. V. |                                                            |
| 2006             | Basketballverein Weddinger Wiesel e. V.                             | Freiburger Turnerschaft e. V.                                  | Sportclub Lütjenburg e. V.                                 |                                                            |
| 2007             | Integrativer Treff Rostock                                          | SV Prießnitz e. V.                                             | Todtglüsinger SV von 1930 e. V.                            |                                                            |
| 2008             | TV Altstadt 1920 e. V.                                              | TSV Berlin-Wittenau 1896 e. V.                                 | TSG Reutlingen e. V.                                       |                                                            |
| 2009             | Polizeisportverein Saar e. V.                                       | TuS Ellern 1921 e. V.                                          | Sporttreff Karower Dachse e. V.                            |                                                            |
| 2010             | Karate-Team Reutlingen e. V.                                        | Judo Club Folsterhöhe Alt-Saarbrücken 1999 e. V.               | SV Rot-Weiß Viktoria Mitte 08 Berlin e. V.                 |                                                            |
| 2011             | MTG Horst-Essen                                                     | Sportvereinigung Ahorn 1910 e. V., Coburg                      | SC DHfK Leipzig                                            |                                                            |
| 2012             | SV Eintracht von 1898 e. V. Hannover                                | FV Blau-Weiss Spandau von 1903 e.V.                            | BSV AOK Leipzig e.V.                                       |                                                            |
| 2013             | TSV Schott Mainz e. V.                                              | Todtglüsinger SV von 1930 e.V.                                 | TuS Xanten 05/22 e.V.                                      |                                                            |
| 2014             | Team Bananenflanke e. V., Regensburg                                | Kinder- und Jugendcircus Montelino Potsdam e.V.                | Turn- und Sportverein Sörgenloch 1953 e.V.                 |                                                            |
| 2015             | VfL Bad Wildungen e. V.                                             | TSV Georgsdorf 1958 e. V.                                      | F.C. Süderelbe von 1949 e.V.                               | Sport ohne Grenzen (Hamburg)                               |
| 2016             | Eintracht Hildesheim von 1861 e. V.                                 | VSG Darmstadt 1949 e. V.                                       | Mainzer Schwimmverein 1901 e. V.                           | SG Callenberg e. V.                                        |
| 2017             | „Die GäMSen“ der Sektion Wuppertal des Deutschen Alpenvereins e. V. | Judo-Club Kim-Chi Wiesbaden e. V.                              | Laufen hilft e. V. Leipzig                                 |                                                            |
| 2018             | Turnverein 1848 Erlangen e. V.                                      | SAIL UNITED e. V., Lübeck                                      | Turnerschaft 1882 Klein-Krotzenburg e. V.                  |                                                            |
| 2019             | Pfeffersport e. V., Berlin                                          | Interessengemeinschaft Sport Heddesheim e. V.                  | Sportclub Riesa e. V.                                      |                                                            |
| 2020             | IcanDo e. V. Hannover                                               | Karateverein Zanshin-Siegerland e. V.                          | Duvenstedter Sportverein von 1969 e. V.                    | Jana Glindmeyer (VfL Pinneberg)                            |
| 2021             | congrav new sports e. V., Halle (Saale)                             | Sporttreff Karower Dachse e. V., Berlin                        | AS-KA-DO e. V., Heinsberg                                  |                                                            |
| 2022             | FC Internationale Berlin e. V.                                      | SV Bad Bentheim e. V., TuS Gildehaus e. V. und SG Bad Bentheim | FSV Groß Kreutz e. V.                                      | Zhanna Leshchinskaya und Mehmet Karakavak (Elmshorner MTV) |
| 2023             | LAC Eichsfeld e.V. Guidenetzwerk Deutschland                        | Turn-Klubb zu Hannover e.V.                                    | BSG Feuerwehr Hamburg / TFA-Team Hamburg                   | LAC Eichsfeld Guidenetzwerk Deutschland                    |
| 2024             | TSB Flensburg v. 1865 e.V.                                          | Werrepiraten e.V.                                              | TV Gengenbach e.V.                                         | André Danke (Gehörlosen-Sportverein Oldenburg)             |